# Jézus, világ Megváltója
A Jézus, világ Megváltója nagyböjti ének. Minden magyar felekezet ismeri, ezért ökumenikus találkozókön az egyik leggyakoribb ének. Dallama Szegedi Ferenc Lénárd Cantus Catholici-jéből van. Szövegét Sík Sándor írta a Szent Bernát-himnusz (Salve mundi salutare) felhasználásával.
Feldolgozások:
| Szerző      | Mire                 | Mű                       |
| ----------- | -------------------- | ------------------------ |
| Tóth József | népre és vegyeskarra | 10 egyházi ének, 5. ének |

## Kotta és dallam
Jézus, világ Megváltója,

üdvözlégy élet adója.

Megfeszített Istenfia,

szent kereszted szívem hívja.

Jézus, add hogy hozzád térjek,

veled haljak, veled éljek.

Által szegve kezed, lábad, 

Átvert tested roskad, bágyad,

Mezítelen tépett melled!

Ó siratlak, ó ölellek!

Jézus, add, hogy hozzád térjek…

Virágoknak szép virága,

Honnét orcád sárgasága?

Hegyes tövis koronázott,

Édes orcád vérrel ázott.

Jézus, add, stb.

Asszú földet harmatozván,

Vérzel, vérzel a keresztfán.

Úgy piroslik tested róla, 

Mint a most nyílt piros rózsa.

Jézus, add, stb.

Szent karjaid széjjeltárod,

Tán az embereket várod. 

Kiken vérrel könyörültél,

Betegekért betegültél,

Jézus,  add, stb.

Ím én magam hozzád vettem,

Magunk vagyunk, Uram, ketten,

Szent fejedet hozzám hajtsad,

Szóljon hozzám kékült ajkad.

Jézus, add, stb.

Piros forrás, nyílj meg nékem,

Ez a mély seb menedékem!

Ha illeti szomjas ajkam,

Nincs ereje bűnnek rajtam,

Jézus,  add, stb.

Fektess el e véres ágyon,

Most szenvedni véled vágyom.

Ha megmosdom e szent vérben,

Fehérré lesz minden vétkem.

Jézus, add, stb.

Jézusom, ha jön a végnap,

Ismerj engem magadénak,

Homlokomon piros véred:

Tied vagyok, úgy ítélj meg!

Jézus,  add, stb.

## Felvételek
- Jézus, világ Megváltója. Hittansuli (Hozzáférés: 2017. január 31.) (audió) arch
- Jézus, világ megváltója - énekversenyre. gloria.tv (Hozzáférés: 2017. január 31.) (audió)
- Jézus világ megváltója. Finta Gergely, Takács Dóra  YouTube (2014. március 17.)  (Hozzáférés: 2017. január 31.) (videó)
- Jézus világ megváltója (teljes). YouTube (2014. február 5.)  (Hozzáférés: 2017. január 31.) (audió, fényképek)
- Jézus a Világ megváltója készülődés Húsvétra. YouTube (2014. április 7.)  (Hozzáférés: 2017. január 31.) (audió)
- Jézus, világ Megváltója. Gagliarda  YouTube (2012. május 6.)  (Hozzáférés: 2017. január 31.) (videó)